# مارک بلک هال
مارک بلک هال (انگلیسی: Mark Blackhall؛ زادهٔ ۱۷ نوامبر ۱۹۶۰) بازیکن فوتبال اهل بریتانیا است.
از باشگاه‌هایی که در آن بازی کرده‌است می‌توان به باشگاه فوتبال چلمزفورد سیتی و باشگاه فوتبال لیتون اورینت اشاره کرد.